# Giuseppe Cenni
(Chiamata radio che Cenni dava alla 239ª s.a.t. prima del "Tuffo")
Giuseppe Cenni (Casola Valsenio, 27 febbraio 1915 – Aspromonte, 4 settembre 1943) è stato un ufficiale e aviatore italiano.
È una leggenda dell'Aeronautica Militare: fu insignito della medaglia d'oro al valor militare e di sei d'argento, della croce di Ferro tedesca di 2ª classe, il passaggio in servizio permanente effettivo e due promozioni per merito di guerra, tre croci al merito di guerra; diventando il più giovane e decorato ufficiale superiore della Regia Aeronautica; più di 200 azioni belliche, 750 ore di volo di guerra su un totale di 1.460; due guerre combattute da protagonista, 8 vittorie in Spagna, dove risultò tra i migliori piloti da caccia, affrontando anche 7 mesi di durissima prigionia, e nella seconda guerra mondiale è l'indiscusso asso dei Tuffatori; sopportò la perdita in combattimento, nell’ultima guerra, di 19 piloti, 16 membri di equipaggio e 13 specialisti del proprio reparto; a soli 28 anni è stato il più giovane comandante di Stormo della Regia Aeronautica, Stormo che sarà uno dei pochi ad essere decorato di Medaglia d’Oro; in 7 anni passò da Sottotenente di complemento a Maggiore in servizio permanente effettivo, facente funzione di Ten.Col.; istruttore di volo acrobatico e campione nel volo a vela, dove vinse titoli nazionali e fece parte del gruppo olimpico; il suo "Valzer!" è ancora usato nel suo Gruppo sugli F-35.

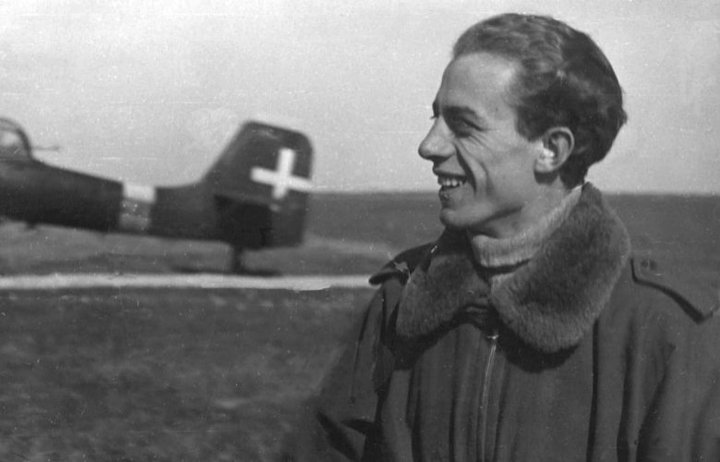
Giuseppe Cenni in linea volo con il suo Stuka

Il 3 settembre 1943 fu firmato segretamente l'armistizio e il 4 settembre Cenni, al comando del 5º Stormo, venne mandato a ostacolare lo sbarco alleato in Calabria e, in copertura ai suoi uomini, fu attaccato da cinque Spitfire. Tentò di salvarsi volando a bassa quota tra le insenature dell'Aspromonte, ma venne abbattuto.
Il 5º Stormo dell'Aeronautica Militare è stato intitolato alla sua memoria, così come il 102º Gruppo del 6º Stormo di Ghedi.

## Biografia

### L'infanzia
Il 27 febbraio del 1915, nel comune di Casola Valsenio (Ravenna), sull’Appennino tosco-romagnolo, tra Imola e Faenza, nacque Giuseppe Cenni. Il padre, commerciante di cavalli per l’Arma di cavalleria, a causa del grosso ridimensionamento di tali reparti, dopo la grande guerra, fu costretto a spostarsi a Parma per una nuova occupazione. A circa 3 anni Giuseppe perse la madre. Gli anni scolastici Giuseppe li passò in seminario, la cui rigida disciplina della struttura religiosa fu una seconda dura prova.
Lasciato il seminario, Giuseppe si trasferì a vivere da solo a Parma, città che poi lo “adotterà”, per frequentare l'Accademia di Belle Arti - Toschi, nella sezione edilizia. Proprio tra i banchi di scuola Cenni conobbe Adriano Mantelli, di 2 anni più grande, e già appassionato di volo a vela. Fu così che i due coltivarono a Parma la loro passione per l'aviazione, insieme ad altri ragazzi, frequentando anche i corsi preliminari di volo a vela, voluti da Balbo, a Cantù: viaggi lunghissimi in bicicletta per pochi minuti di volo. Arrivarono anche a costruire, completamente da soli, un veleggiatore. Non vi fu da sorprendersi se undici di loro entrarono poi in Regia Aeronautica e alcuni divennero generali, come Alessandrini e Sirocchi.
Conclusa l’Accademia di belle arti, Cenni entrò alla facoltà di Architettura, per seguire le orme di uno zio titolare di un’importante impresa edile a Salsomaggiore Terme, e del cugino che aveva un prestigioso studio di architettura.

### Ingresso in Regia Aeronautica

#### Scuola da caccia
Durante il primo anno di Università decise, volontariamente seguendo la propria passione, di svolgere il servizio militare. Fu così che, il 19 giugno del 1935, Cenni entrò in Regia Aeronautica come allievo Ufficiale pilota di complemento, e già il 30 luglio effettuò il suo primo volo solista senza istruttore sui cieli di Siena ai comandi di un Fiat AS.1 e alle spalle 8 ore di volo. La nomina di pilota giunse il 19 agosto dopo 18 ore di volo; poi a Grottaglie (Taranto), per il brevetto di pilota da caccia che arrivò, dopo 41 ore di volo, il 20 novembre. La prima fase lo aveva visto sul Ba.25, mentre nella seconda sul C.R.20.

#### 3º Gruppo caccia al 6º Stormo
Fu subito assegnato alla 153ª Squadriglia del 3º Gruppo caccia terrestre: uno dei più prestigiosi per la caccia, e che infatti era appena andato a costituire il neonato 6º Stormo Caccia a Campoformido (Udine), provenendo dal 1º Stormo. L’attività addestrativa, anche nei reparti, continuava ad essere molto intensa e specialmente indirizzata all’acrobazia. Uno degli istruttori che maggiormente aiutò Cenni nella sua crescita fu Corrado Ricci, che nutrì fin da subito una particolare simpatia verso "quel giovane dai grandi occhi azzurri, alto, magro e profondamente innamorato del volo", come lo ricorda lo stesso Ricci. In quel periodo Cenni ebbe modo di pilotare diversi velivoli tra cui il Caproni Ca.100 (il famoso “Caproncino”), Fiat C.R.30 e soprattutto Fiat C.R.32. Volò anche con il Fiat C.R.20 “Asso”, velivolo sul quale Cenni si esibì in acrobazie fin dal suo primo volo.

### La guerra in Spagna

#### Arruolamento nell'Aviazione Legionaria
Ai primi di agosto del 1936 i piloti dei tre migliori stormi da caccia di quegli anni, 1°, 4° e 6°, furono convocati perché si stavano cercando volontari per una missione estera. Cenni si offrì subito e venne scelto per essere tra i primi 12 piloti di caccia italiani a sostegno dei nazionalisti del generale Franco in quella che sarebbe stata la Guerra civile spagnola. 
Di quel primo manipolo di uomini Cenni, con i suoi 21 anni, era il più giovane. Aveva maturato 122 ore di volo delle quali 81 effettuate presso il reparto. All’alba del 14 agosto 1936 il cargo italiano Nereide entrò nel porto di Melilla, sulla costa mediterranea del Marocco spagnolo, che era appena stata occupata dalle forze nazionaliste guidate dallo stesso Franco. Il carico della nave consisteva in 12 Fiat C.R.32, che erano stati imbarcati nel porto della Spezia una settimana prima; la nave aveva anche trasportato 18 volontari della Regia Aeronautica in Nord Africa. 
Ma, data l’iniziale neutralità dell’Italia nel conflitto iberico, tutti i membri italiani della spedizione dovettero arruolarsi nel Tercio de Extranjeros, la legione straniera Spagnola (Aviazione Legionaria), assumendo falsa identità. Fu così che il S.Ten. Cenni divenne l'Alférez Victor Stella.

#### La "Cucaracha"

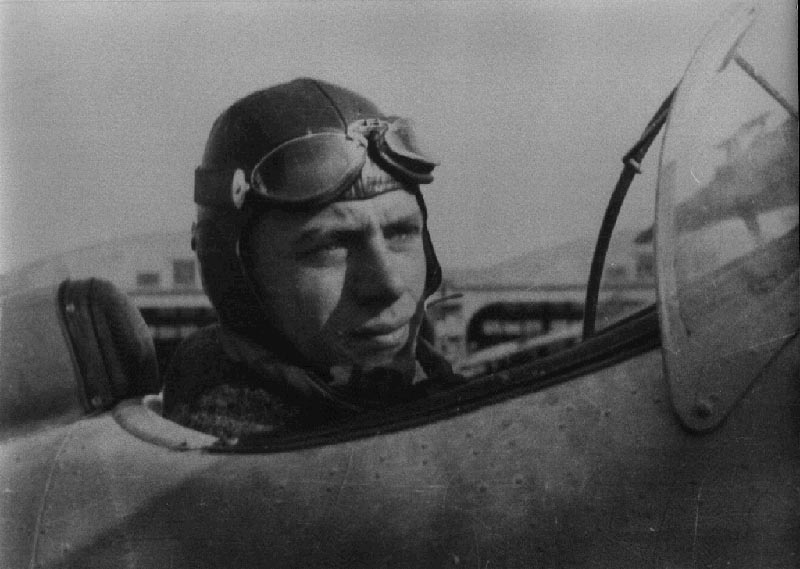
Giuseppe Cenni in Spagna a bordo di un CR.32

La prima fase della missione prevedeva il collaudo dei mezzi in dotazione e operazioni di vigilanza lungo la costa del Marocco. In questa occasione Cenni ebbe modo di provare il Breguet.19 e fare vari voli sul trimotore Junkers 52. Ben presto arrivarono le partenze su allarme e le scorte; il primo giorno significativo arrivò il 15 settembre quando Stella, che aveva azzardato un volo sul campo nemico di Andújar e si accorse di come fosse in quel momento sguarnito. Rientrato al comando per fare rapporto, come da ordini, pochi minuti dopo era nuovamente in volo con un S.81 che bombardò i mezzi sulla pista. Lo stesso Cenni, a volo radente, mitragliò facendone incendiare due. Il 17 fu chiamato in soccorso a Cáceres e, mentre atterrava, un camion, carico di bombe, gli attraversò la pista: fu inevitabile lo schianto e il cappottamento del velivolo. Miracolosamente Cenni ne uscì illeso, tanto che due giorni dopo era nuovamente in volo. Il primo scontro arrivò il 25, con i primi colpi a segno che danneggiarono fortemente un aereo. Così il 26 mattina e pure nel pomeriggio dove Cenni ottenne la sua prima vittoria su un Breguet.19, oltre a un Potez in collaborazione con Mantelli.
La squadriglia aveva intanto assunto il nome di “Cucaracha” (scarafaggio) e rappresenterà sicuramente una delle più leggendarie della Guerra civile spagnola; come simbolo assunsero uno scarafaggio nell'atto di suonare un sassofono.
Vari furono le azioni e gli scontri nei giorni seguenti. Nel pomeriggio del 18 novembre ottenne una vittoria durante un combattimento aereo; il 23 ottobre, mentre si trovava in volo su Madrid, Cenni vide due dirigibili sulla città. Rientrato per far rapporto, vi ritornò per abbatterli: uno da solo e uno in collaborazione con l’asso spagnolo Morato. Il 6 novembre intervenne in soccorso, nelle vicinanze di Madrid, a una formazione costituita da bombardieri e caccia di scorta ma che erano stati duramente attaccati da dei Polikarpov I-15, più veloci e meglio armati; anche in questa occasione Cenni ottenne un’altra vittoria. Sempre sui cieli di Madrid, nella mattina del 15 novembre, Cenni ebbe modo di affrontare un duro scontro con dei Polikarpov I-16, un monoplano nettamente più veloce, riuscendone ad ottenere un’altra vittoria. 
Il 2 dicembre tre bombardieri B-10 fecero incursione sul campo di Talavera: i caccia italiani, destinati all’allarme, decollarono subito, tra cui lo stesso Cenni. L’azione era stata condotta appositamente come diversivo per allontanare i caccia dalla pista. Poco dopo, infatti, 18 Polikarpov R-5 attaccarono il campo. Cenni, accortosi per primo dell’infruttuoso inseguimento, tornò alla base: questo gli consentì di rovinargli i piani e di abbatterne tre.

#### I 7 mesi di prigionia
Nell'inverno del 1937 la Castiglia fu investita da un fenomeni di intense nevicate che bloccò a terra le squadre e impedì il normale svolgersi delle operazioni. Il 29 gennaio le condizioni meteo sembrarono migliorate; si decise così di compiere una missione che prevedeva l'aviolancio di viveri alla Guardia Civil e ai falangisti, tra cui donne e bambini, asserragliati nel santuario della Virgen de la Cabeza e ormai ai limiti delle forze. Decollarono da Siviglia tre unità di S.M.81, carichi di viveri e munizioni, scortati da tre Ro.37 e 9 CR.32. Durante il volo, un grosso fronte nuvoloso investì la formazione italiana. La missione venne annullata, ma i piloti si trovarono in assenza totale di visibilità. I CR.32, non attrezzati a queste condizioni, subirono la perdita di 6 velivoli: un pilota morì, quattro vennero catturati e uno riuscì ad atterrare in territorio amico. Cenni fu investito da uno dei suoi gregari che, con l'elica, gli tranciò i piani di coda. Fece in tempo a lanciarsi col paracadute, prima dello schianto. Salvatosi, cercò di raggiungere le postazioni alleate ma dopo quattro giorni fu catturato dai Repubblicani. Dopo 7 mesi, ridotto alla fame e provato dal trattamento riservatogli dai suoi aguzzini, intervenne la Croce Rossa Internazionale che lo fece inserire in uno scambio di prigionieri.

### Tra le due guerre
A fine di luglio del 1937 Cenni rientrò a Parma; all’Istituto di Medicina legale fu trovato in pessime condizioni fisiche e gli fu prescritto un lungo periodo di convalescenza. Durante questo periodo, nonostante le raccomandazioni dei medici, fece visita a Ravenna al 3º Gruppo caccia terrestre dove effettuò un volo su un Caproni Ca 100.
Arrivò, intanto, il passaggio da ufficiale di complemento a sottotenente in servizio permanente effettivo per “merito di guerra”. Nel dicembre del 1937 venne promosso a tenente. Ufficialmente aveva ripreso a volare già da ottobre dello stesso anno, principalmente in attività acrobatiche in seno al 6º Stormo a Campoformido.

#### Istruttore: acrobazia e arte militare

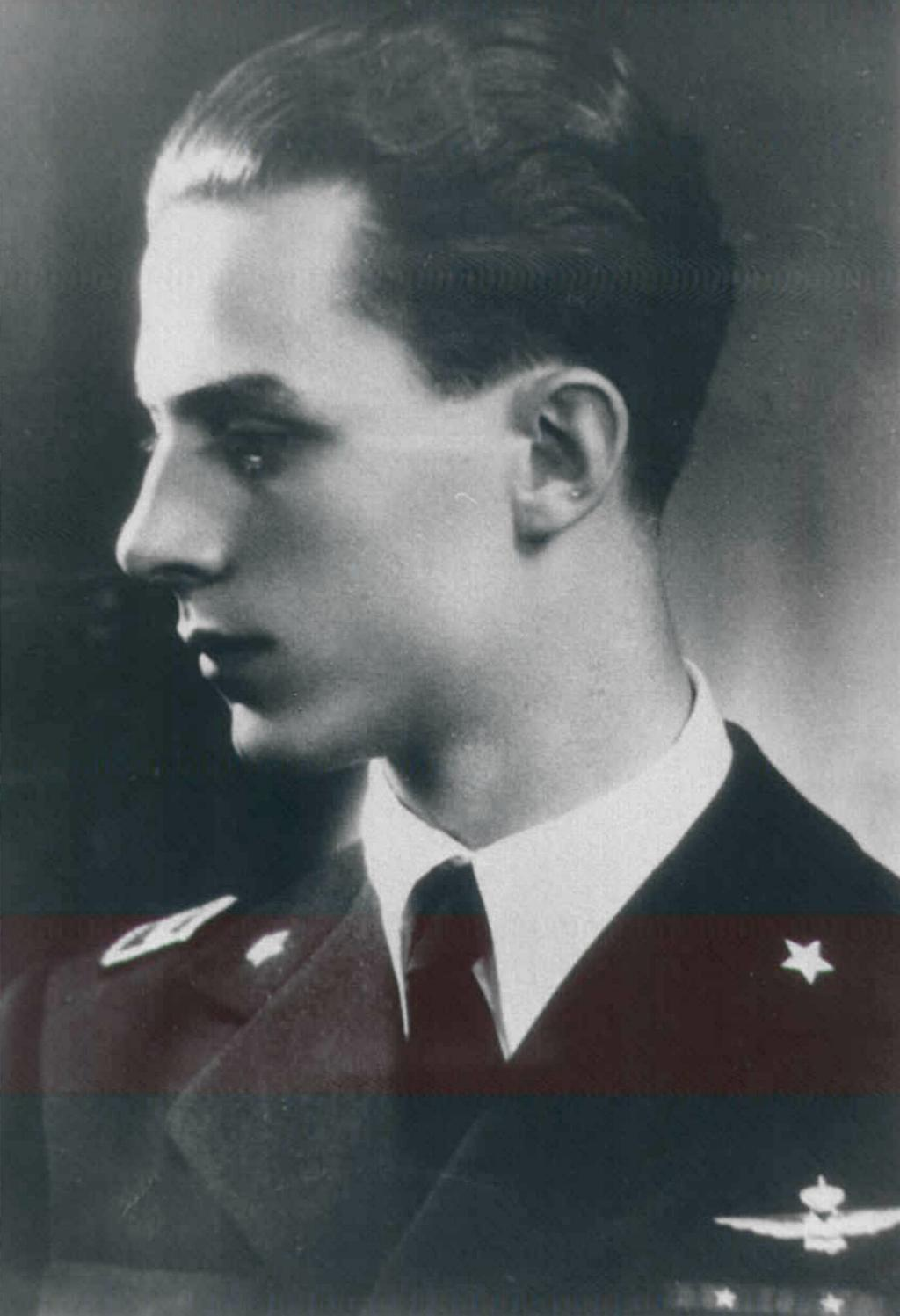
Giuseppe Cenni nel periodo tra le due guerre

A fine agosto del 1938 fu inviato alla Scuola Caccia di Castiglione del Lago; qui, oltre all’incarico di istruttore di pilotaggio e acrobazia, tenne anche il corso teorico di “Arte Militare Aerea”. Durante questa fase, ebbe modo anche di pilotare i velivoli Br.25, Ro.41, Fiat C.R.30, Ca.310 e B.R.3.
I gravi problemi dovuti alle privazioni patite durante la dura prigionia in Spagna non davano pace a Cenni e, alla visita del 12 aprile 1939, fu dichiarato “inabile a qualsiasi servizio per mesi due”. Un simile esito arrivò alla successiva visita di controllo, che ne impediva ancora il volo. La prognosi fu sciolta solo il 21 agosto, dopo più di 4 mesi. Durante questo periodo, il 31 luglio, sposò Tina Zarotti, che aveva conosciuto da ragazzo a Parma.
Fu quindi mandato alla Scuola di Pilotaggio dell’Accademia Aeronautica a Caserta, mentre si svolgeva il Corso “Rex” che comprendeva anche allievi della sua età: un incarico estremamente prestigioso ma Cenni preferì rientrare ai reparti operativi.

#### Al 21º Gruppo del neocostituito 51º Stormo Caccia
Il 1º ottobre 1939 ottenne il trasferimento alla 354ª Squadriglia, 21º Gruppo, il giorno della costituzione del 51º Stormo Caccia, per la difesa di Roma. Qui poté effettuare il passaggio sul primo monoplano costruito completamente in metallo della Regia Aeronautica: il Fiat G.50. All’inizio del 1940 nacque la sua prima figlia, Stefania.

#### Comando scuola piloti in Romania
L’Italia aveva venduto alla Romania dei velivoli e, secondo gli accordi, la Regia Aeronautica avrebbe dovuto istituire a Buzău una scuola di volo su caccia per l'addestramento degli ufficiali, secondo i canoni italiani. Fu assegnato a Cenni il comando della parte italiana della scuola, quindi oltre al solito incarico di istruttore di volo ebbe anche quello di organizzare la nuova scuola. Arrivò il 1º aprile 1940 e le opinioni dei vertici rumeni sul suo operato furono ottime ma il 10 giugno l’Italia entrò in guerra e Cenni chiese ed ottenne l’immediato rimpatrio.

### Seconda Guerra Mondiale

#### Pilota da caccia per il 52º stormo
I vertici della Regia Aeronautica stanziarono Cenni al 52º Stormo, presso l'aeroporto di Sarzana (La Spezia) come pilota di caccia sul G.50. Decollò alcune volte su allarme, fino a spingersi anche sui cieli della Corsica. Quelle, per Cenni, erano le ultime ore da pilota di caccia.

#### Passaggio agli Stuka
L’Aeronautica, infatti, cercava piloti da caccia da poter inviare in Austria, a Graz, per effettuare il passaggio sul già famoso Ju.87 Stuka: si voleva consentire anche alla Regia Aeronautica di avere un proprio reparto tuffatori. Ovviamente, per non sfigurare di fronte all’alleato germanico, sempre pronto alla critica, si scelsero tutti piloti volontari e con comprovata esperienza e abilità. Così il Ten. Cenni fu inviato sull'Aeroporto di Graz. Memorabile, per i piloti italiani, fu il 21 agosto, quando vennero portati per la prima volta davanti agli Stuka: si avvicinarono inizialmente un po’ intimoriti. Questo fece nascere qualche sorrisino ironico tra i piloti tedeschi. Cenni senza dire nulla si allontanò dal gruppo e andò a sedersi su uno Stuka, si fece spiegare un paio di cose da un pilota tedesco e decollò. Giro intorno all’aeroporto e atterraggio. Ancora motore e ridecollò: dopo essere sparito all’orizzonte, eccolo ritornare. Atterraggio. Manetta al massimo e decollo: da lì ci furono 10 minuti di autentico spettacolo acrobatico regalati da Cenni. Lo sgraziato Stuka si era trasformato in un leggerissimo veleggiatore ai comandi di Cenni. Ora i sorrisi si erano spostati sui visi dei piloti italiani.
Da lì incominciarono 20 giorni di intenso addestramento, e Cenni fu subito dichiarato abile per la specialità, tanto che rientrò al Nucleo Addestramento al Tiro in Picchiata di Lonate Pozzolo in qualità di istruttore. Si spostò pochi giorni dopo in un reparto operativo, con il comando della 239ª Squadriglia del neo-costituito 97º Gruppo Bombardamento a Tuffo. Intanto in novembre arrivò anche la nomina a capitano. Iniziò ad operare da Comiso (Sicilia): l’inizio fu promettente, avendo colpito una grossa nave da guerra il 28 novembre.

#### Fronte Greco Albanese

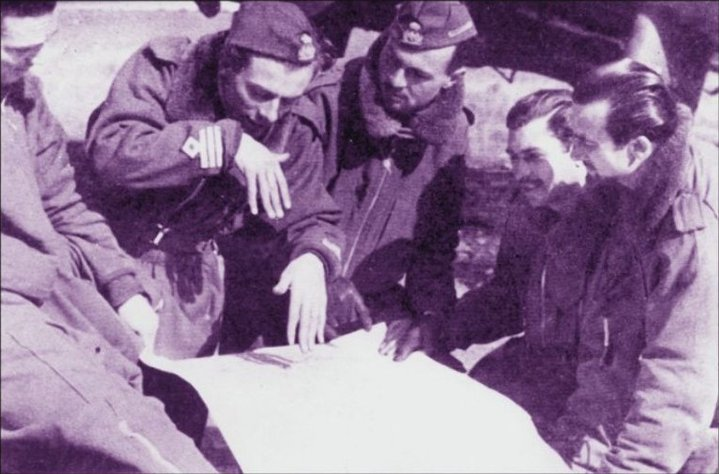
Giuseppe Cenni mostra la sequenza dei tuffi. Tutti questi piloti della 239ª Sq. morirono in azione. [Gennaio 1941, Galatina (Lecce)

Le grandi difficoltà delle truppe italiane sul fronte greco albanese, spinsero lo Stato Maggiore a mandare forze di appoggio. Così il 97º Gruppo, al comando del maggiore Larcher, fu trasferito sull'Aeroporto di Lecce-Galatina. Dal 14 dicembre 1940 il capitano Cenni, con spesso 2 sortite al giorno, sempre alla testa dei suoi piloti, iniziò un’intensissima attività i cui risultati più significativi furono: bombardato in picchiata del castello di Borsh (sede di un comando nemico), il ponte Piqerasi per Saranda, il nodo stradale di Delvina, la rotabile ed altri obbiettivi a sud di Argirocastro, truppe nemiche in avanzamento, le posizioni fortificate a Himara, la litoranea tra Lucova e Piqerasi (a sud di Himara), la rotabile Permeti-Kelcyre-Kugar nella valle del fiume Vojussa, bombardamento e il mitragliamento della rotabile di fondo valle della Vojussa, il nodo stradale di Kelcyre nella valle della Desnizza, una agguerrita batteria nemica a Quota 209 e furono inoltre mitragliati automezzi e salmerie oltre a vie di comunicazione. Le attività erano quotidianamente e senza sosta solo il maltempo bloccava il decollo e consentiva di rifiatare. La reazione contraerea era spesso intensa e gli Stuka,spesso rientravano colpiti: il sergente Fabbri colpito e costretto ad un atterraggio di emergenza sul campo di Valona. Gli obiettivi vennero tutti centrati con grande precisione come documentato dal velivolo dello stesso Cenni, che aveva come mitragliere il 1º aviere Busseti, armiere-fotografo.

#### Tecnica della “Picchiata Cenni” o skip bombing
Cenni aveva intuito che la tecnica tedesca di bombardamento, ossia picchiata in verticale sul bersaglio, era poco produttiva a causa del ridotto bersaglio orizzontale, della mobilità della nave e dal numero molto esiguo di Stuka italiani. 
Cenni quindi ideò e realizzò lo skip bombing: questa tecnica, nota come “picchiata Cenni”, consisteva nel portarsi, dopo una picchiata molto angolata, in volo orizzontale e perpendicolare al lato della nave da colpire. In questa fase vi era lo sgancio della bomba, che doveva avvenire in volo orizzontale ad una velocità di circa 350-400 km/h e ad un'altezza di 50 metri, in prossimità del natante, faceva in modo che l'ordigno rimbalzasse sulla superficie del mare e colpisse la fiancata dell'obiettivo provocando un ampio e irreparabile squarcio. Il risultato aveva effetti molto simili ai siluri: ma ovviamente richiedeva uno sforzo bellico, di uomini e mezzi, nettamente inferiore. Il 4 aprile 1941, nel golfo di Dafinico (Corfù), Cenni ebbe modo di sperimentare la nuova tecnica ai danni del mercantile greco Suzanna (1.000 t.). Fu un centro pieno, così anomalo per risultato che fu preso per un siluro come avverrà in altri casi. E nella terza sortita della giornata fu affondato la torpediniera greca Proussa (240 tonnellate).

#### Fronte jugoslavo
Dal 6 aprile ebbe inizio la guerra contro la Jugoslavia. Cenni venne trasferito a Jesi (Ancona), per le operazioni antinave. Tra i vari attacchi vi fu quello al porto di Selenico dove fu affondata una nave da guerra (2.000 t.). In queste attività si persero 3 Stuka con 4 morti. Ma la resistenza jugoslava ben presto cadde.

#### Resa della Grecia
Già il 19 aprile, ritornato a Galatina, ricominciò con le azioni sulla Grecia, tra cui il bombardamento di punti strategici come il ponte sulla rotabile a nord di Giannina, il famoso ponte di Perati per bloccare il ripiegamento delle truppe greche. Furono varie anche le azioni contro mezzi corazzati nemici, come il concentramento a sud di Doljiana (distruggendone ben 60) oppure la colonne verso Kalibaki (distruggendone 50). In ogni azione gli Stuka italiani rientravano colpiti, dalla contraerea, in più punti. Non mancavano neppure le azioni sulle acque di Corfù, in cui venne affondato il mercantile Joanna (1.200 t.). Il 21 aprile ebbe fine la Campagna italiana con la resa della Grecia.
A ricompensa dell’intero ciclo di operazioni, sul fronte Greco e quello Jugoslavo, a Cenni verrà conferita 1 Medaglia d'Argento al Valor Militare.

#### Fronte libico: Tobruch
Nel frattempo la 239ª Squadriglia di Cenni divenne autonoma, consentendogli così maggiore autonomia e libertà di azione e fu inviata ad operare in Cirenaica (Libia orientale). Durante il volo di trasferimento di parte degli specialisti, il 7 maggio, l'S.M.82 fu attaccato da caccia inglesi e dovette ammarare: 13 specialisti della 239ª, dei 22 a bordo, persero la vita. Cenni e gli altri piloti, che avevano avuto 15 giorni di licenza, arrivarono con il personale restante l’11 maggio, e si ricominciò ad operare da Derna (Libia). Il 20 maggio Cenni, con i suoi compagni, affondò la petroliera Helka (4.000 t.) e la corvetta Grimsby (1.000 t.); il 29 maggio bombardarono il deposito di carburante e batterie contraeree nel porto di Tobruk mentre il 1º giugno furono gravemente danneggiate 2 navi da carico dirette a Tobruk. Il 2 giugno furono neutralizzate le batterie contraeree, ma con la morte di un equipaggio. L’8 giugno venne distrutta una zona fortificata ma con la morte dell’equipaggio del S.Ten. Daverio. Il 18 giugno vennerodistrutti mezzi corazzati a sud di Sollum. Il 23 giugno Cenni affondò la corvetta Auckland (1.200 t.). Il 29 giugno affondarono il cacciatorpediniere Waterhem e Defender. Il 30 giugno Cenni affondò la corvetta Cricket e poi danneggiò gravemente la Flamingo; in quell'azione Tarantola fu abbattuto, ma riuscì a salvarsi, mentre lo specialista trovò la morte. Nei giorni seguenti continuarono le azioni su Tobruk, con i pochi Stuka rimasti, affondando un altro mercantile. Il 28 luglio Cenni con la sua Squadriglia affondarono il sommergibile Cachalot. Le attività continuarono fino al rimpatrio a Trapani, del 18 novembre, ma in quei giorni partì l’offensiva inglese (Operazione Crusader). La 239ª fu richiamata e 8 giorni dopo venne impiegata per altre missioni, fino al 23 dicembre, con il rimpatrio di tutto il personale. Si chiuse così un intenso ciclo operativo per la 239ª Sq. di Cenni, che registrò la perdita di 6 piloti, 7 uomini di equipaggio e 13 specialisti.

#### Istruttore tuffatori notturni
I grossi limiti degli Stuka, mostrati nelle operazioni in Cirenaica, e che portarono a vari perdite, convinsero lo Stato Maggiore a impiegare i tuffatori in operazioni notturne. Scelta azzardata, data la totale assenza di strumentazione a bordo (non c’era neppure l’orizzonte artificiale) e l’impreparazione dei piloti al volo notturno. Fu chiesto a Cenni, il più qualificato tra i tuffatori, di assumere l'incarico di Comandante e istruttore di volo notturno nel 1º Nucleo Addestramento Tuffatori di Lonate Pozzolo.

#### 102º Gruppo
Il 1º maggio 1942, sul Campo della Promessa a Lonate Pozzolo, vi fu la cerimonia costitutiva del 102º Gruppo Tuffatori, con il comando affidato a Cenni. Il gruppo era costituito dalle squadriglie: 209ª e la 239ª di Cenni. Il neonato 102º Gruppo, con il 101º, andò a ricreare il 5º Stormo Tuffatori sotto il comando del tenente colonnello Nobili. Furono subito messi in allarme e iniziarono ad operare da Gela (Caltanissetta): però, questa volta, si doveva operare in rischiose e difficili missioni notturne. Tutte le sere, Cenni col suo 102, operava nell'oscurità del cielo di Malta. Gli obbiettivi erano gli aeroporti maltesi e le difese dell'isola. Ma in breve tempo il 102 perse 3 equipaggi: un sacrificio troppo elevato. Lo Stato Maggiore della R.A. di conseguenza ordinò, dopo 40 giorni, di tornare ad operare di giorno.

#### Valzer!

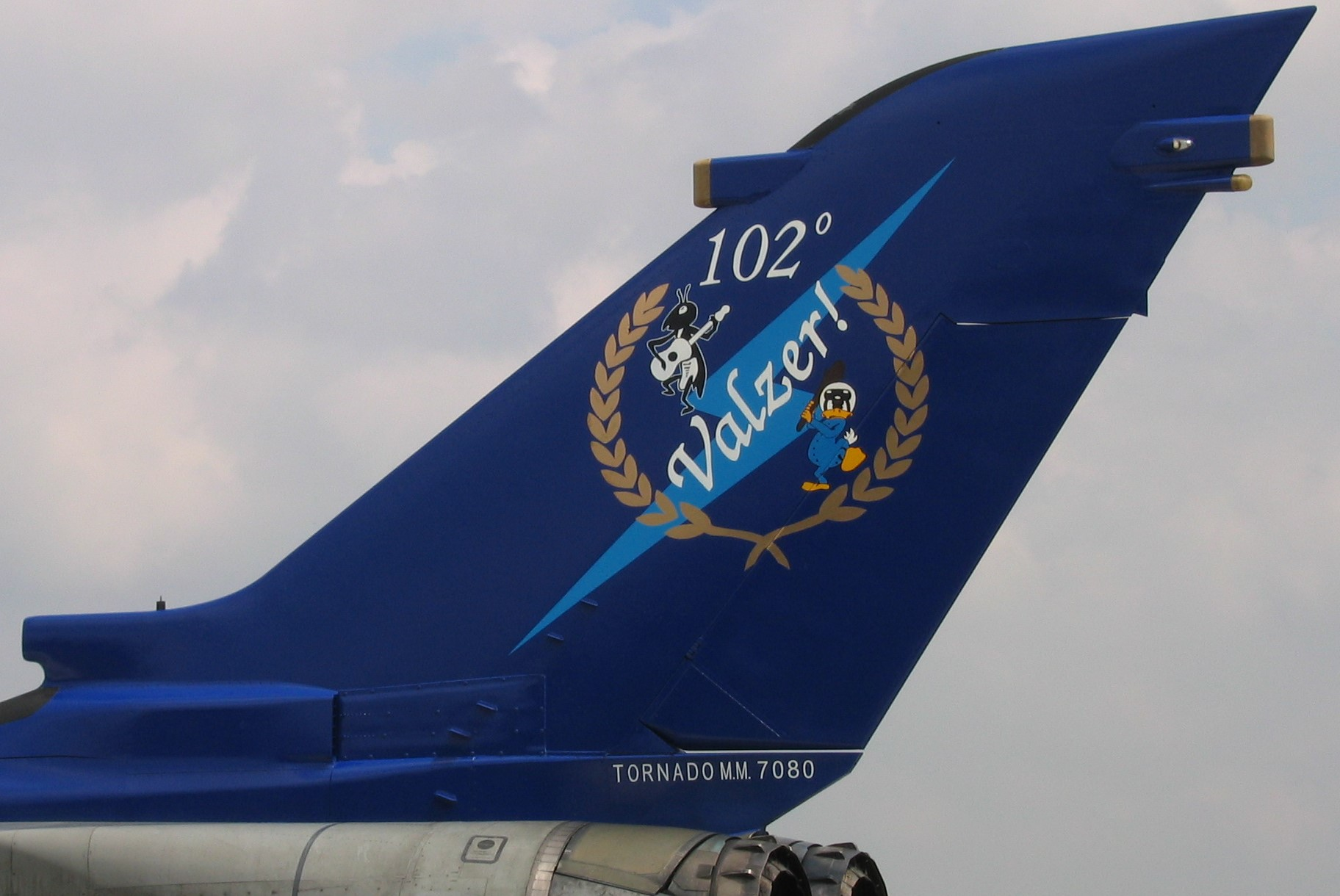
Special color sulla deriva di un Tornado del 102ºGr. con il "Valzer!" e il simbolo del Papero e lo storico Grillo. (6º St. Ghedi, 2008)

La chiamata radio, che Cenni aveva iniziato a dare ai suoi piloti fin dalle prime azioni di tuffo con gli Stuka, della sua 239ª Squadriglia Autonoma Tuffatori, era:
(chiamata radio che Cenni dava alla 239ª s.a.t. prima del "Tuffo")
Il “Valzer!” non era un invito soltanto al tuffo, ma divenne, per Cenni e i suoi uomini, un motto in uso sia in volo come a terra. Un invito a momenti scanzonati, così come a quelli più drammatici.
Questa frase, anche dopo la morte di Cenni, rimase sempre presente nel gruppo: tanto che, dal 1993, il “Valzer!” comparve, come special color, sulle derive degli aerei del 102º Gruppo (F-104 prima e Tornado poi). E ancora oggi non c’è brindisi di Gruppo che non si concluda con un “Valzer!”: oggi come ieri simbolo dei valori del 102º.

#### La battaglia di mezzo giugno
Cenni tornò ad attaccare grosse navi, come nella battaglia di mezzo giugno a Pantelleria dove, dopo una lunga ricerca, il 14 giugno, i 17 Stuka guidati da Cenni, intercettarono il convoglio: ma oramai erano giunti al limite dell’autonomia. Cenni diede comunque l’ordine di attaccare. Furono affondati: un incrociatore (8.000 t.), un mercantile, danneggiata gravemente una grossa nave da guerra e altre 5 navi colpite. Tutti gli aerei riuscirono a rientrare ma con il carburante esaurito tanto da fermarsi sulla pista. Il giorno dopo furono affondati un incrociatore ausiliario, 2 grossi mercantili e 2 piroscafi. Intervennero però alcuni velivoli Hurricane e Spitfire che attaccarono il 102°, causando la perdita di un equipaggio. Cenni in quei 2 giorni totalizzò ben 23 ore di volo di guerra in mare aperto. Tutti gli uomini del 102° furono insigniti di una decorazione, a Cenni venne concessa la medaglia d'Argento al Valor Militare sul campo.
In una lunga lettera Cenni descrisse i fatti al Generale Tedescini Lalli, padre fondatore del 102º Gruppo. Uno stralcio relativo alla missione del 14 giugno recita:
(Tratto da una lettera del Magg. G. Cenni al Gen. Tedescini Lalli, del 19 giugno 1942)
Nella stessa lettera raccontò, tra le tante cose, anche di come, deviando personalmente su Pantelleria, avesse coordinato i soccorsi del velivolo abbattuto il 15, dopo il difficile confronto con i caccia avversari; ma anche delle sue preoccupazioni per la sorte di un cane abbandonato, a Lonate Pozzolo, a cui, dovendo partire con urgenza, non era riuscito a trovare una sistemazione.

#### Operazioni notturne su Malta
Il 26 giugno il gruppo di Cenni tornò ad operare su Malta in missioni notturne, nonostante l’elevate perdite umane subite in passato dal Gruppo in operazioni di questo tipo. Ad esempio il 5 luglio alle 2 di notte, il 102 di Cenni fu intercettato da un grosso gruppo di caccia nemici e ci volle tutta la loro abilità per disimpegnarsi.  Però l’obbiettivo principale fu il radiolocalizzatore a Cala S.Marcu che era tecnicamente l’obbiettivo più difficile, per il punto in cui era stato messo, e il compito di distruggerlo fu affidato a Cenni. Nonostante la picchiata risultasse una manovra molto più complessa da svolgere, perché di notte mancavano totalmente i riferimenti spaziali, Cenni personalmente riuscì a distruggere l’obbiettivo. Al termine del complesso ciclo di operazioni il gruppo aveva subito la perdita di ben 5 equipaggi.

#### Sperimentazione sul Re.2001 Tuffatore
Dal 26 agosto fu assegnato esclusivamente a Cenni, in qualità di migliore pilota della specialità, un Reggiane Re.2001 in via sperimentale: l’obbiettivo era capire il suo possibile impiego nella picchiata. A seguito di varie missioni, Cenni compilò una dettagliata relazione, che prevedeva l’uso contemporaneo degli Stuka e del Re.2001, con il secondo nel ruolo di tuffatore prima e cacciatore subito dopo. La prima missione con questa tecnica si svolse, infatti, circa alla mezzanotte del 22 settembre dove, sui cieli di Mata, Cenni sul 2001 aveva richiamato su di sé l’attenzione dei caccia avversari, consentendo ai tre Stuka del suo gruppo, distanziati di alcuni minuti, di svolgere la missione. Intanto proseguirono anche le normali azioni notturne su Malta, con, ad esempio, la distruzione a opera di Cenni del radiolocalizzatore di Salina Bay, nascosto in uno stretto anfratto. Anche in queste missioni il gruppo perse altri 2 equipaggi. Gli Stuka in dotazione al gruppo incominciavano a manifestare eccessive vibrazioni durante la fase di picchiata; Cenni si consultò lungamente con i tecnici tedeschi che bloccarono le macchine per limiti di usura. Nonostante questo Cenni, non accettando l’inattività, continuò ad operare utilizzando gli Stuka in condizioni migliori. Il 6 novembre gli ingegneri italiani bloccarono definitivamente Cenni e il suo 102º Gruppo.

#### Re.2002 “Ariete” II
Alla fine del 1942 i due reparti del 5º Stormo Tuffatori, il 101º e il 102º Gruppo, si ritrovarono a Lonate Pozzolo per il passaggio di macchina, dato che gli Stuka erano, oramai, arrivati al limite dell’usura. Intanto le Officine Meccaniche Reggiane stavano per licenziare un caccia, a firma dell’ingegnere Roberto Longhi, il Re.2002 “Ariete” II. Data la non particolare velocità, si optò per destinarlo ai reparti da “tuffo” e, per l’urgenza del momento storico, entrò in produzione ancora prima del superamento di una vera fase di collaudo. Non pochi furono i problemi nella messa a punto, che vide anche la morte di un collaudatore. Fu così che Longhi chiese ed ottenne, dal comando della 1ª Squadra aerea, la presenza di Cenni in questa delicata fase. Così Cenni, con la sua 239ª Squadriglia, si trasferì sull’aeroporto di Reggio Emilia, mentre il restante del gruppo rimase a Lonate Pozzolo. Il 3 febbraio 1943, Cenni effettuò il suo primo volo ma i problemi furono di difficile soluzione, come lo stallo dell’elica nella fase di picchiata. Migliorate le prestazioni e superate le criticità, si incominciò con un’intensa attività addestrativa, fase che segnò la morte del maggiore S. Rastelli. Intanto, il 6 giugno 1943, nasceva a Parma la secondogenita di Cenni, Raffaella; pochi giorni dopo il 5º Stormo fu rischierato sull’Aeroporto di Tarquinia (Viterbo).

#### Lo sbarco in Sicilia
Nella notte del 9 luglio 1943 incominciò lo sbarco in Sicilia, nome in codice operazione Husky. Nella prima mattina del 10 luglio Cenni, al comando del gruppo, si spostò da Tarquinia a Crotone. Appena atterrati arrivò subito l’ordine di decollare nuovamente, così il gruppo, preparati i velivoli, alle 18:10 partì schierato in due formazioni di 4 velivoli: una guidata dal tenente colonnello Nobili e l’altra da Cenni. Arrivati sulle coste di fronte ad Augusta furono accolti da un'intensissima reazione contraerea, sganciando le bombe contro le navi da guerra nemiche; gli 8 Re.2002 furono intercettati da alcuni Spitfire avversari e tre velivoli furono abbattuti, tra cui il Comandante del 5º Stormo, Nobili. I vertici allora affidarono a Cenni il comando dello Stormo, diventando così, a soli 28 anni, il più giovane comandante di Stormo della Regia Aeronautica. Nonostante fosse emerso, dal giorno precedente, che operare in quelle azioni senza nessuna scorta fosse troppo pericoloso, Cenni continuò senza esitazione seguito con altrettanta determinazione dai suoi uomini, come da ordini impartiti. L’11 luglio lo Stormo venne mandato in due missione, perdendo altri tre piloti. Stessa situazione occorse il 12 luglio, dove fu abbattuto il tenente Moglia, che però riuscì a salvarsi. Così il 13 che vide Cenni, in una giostra furibonda, disimpegnare i propri piloti attaccati da un gruppo di Spitfire, riuscendo anche ad abbatterne uno, ma altri due piloti del 101º Gruppo persero la vita. Nello stesso giorno 50 bombardieri B.24 rasero al suolo l'aeroporto di Crotone, sede del 5º Stormo. Cenni, così, nonostante la giovane età si trovò ad affrontare il momento più drammatico della storia dello Stormo. Fece trasportare i feriti più gravi, spostare i morti e organizzare una striscia d'emergenza per far decollare gli aerei che si potevano salvare. Il personale e i mezzi sopravvissuti vennero trasferiti all'aeroporto di Manduria (Taranto), nuova base di quel che restava del 5º Stormo Tuffatori. Già a fine luglio alcuni velivoli incominciarono ad operare. Nelle settimane seguenti vennero forniti pezzi meccanici e alcuni nuovi Re.2002 vennero ritirati dalla fabbrica di Reggio Emilia, dando modo allo Stormo di riprendere le missioni. Nel frattempo, il 25 luglio, cadde il regime fascista; 
ma il 5º Stormo rimase compatto sotto la guida del comandante Cenni.

### L'abbattimento
Il 3 settembre incominciò l'operazione Baytown con l'invasione della penisola italiana delle forze alleate. Dieci Re.2002 del 5º Stormo decollarono da Manduria per ostacolare lo sbarco a Reggio Calabria. La missione si concluse senza perdite. Alle 17:15 dello stesso giorno, a non molti chilometri da quegli scontri, a Cassibile il generale Castellano firmava, per nome del governo italiano, l’armistizio corto, controfirmato dal generale statunitense Bedell Smith. L’Italia si arrendeva senza condizioni.
Il 4 settembre 1943, sulla base di Manduria, agli uomini del 5º Stormo Tuffatori arrivò l’ordine di affrontare l’ennesima missione per ostacolare, con il massimo sforzo, lo sbarco in Calabria. La missione prevedeva una scorta diretta e indiretta di caccia per i Re.2002.
Cenni, nonostante l’incarico di comandante del 5º Stormo, volle guidare personalmente l’operazione. La mattina del 4 settembre, alle 11: 25, dodici Re.2002 decollarono diretti a Gallico. La formazione di "Ariete" era scortata da dieci Macchi M.C.202 del 21º Gruppo Caccia Autonomo e dodici Macchi M.C.205 del 9º Gruppo del 4º Stormo. Proprio mentre i tuffatori italiani si accingevano ad attaccare, comparve sullo Stretto di Messina una formazione di una trentina di Spitfire Mk.IX del 111 Squadron e Spitfire Mk.V del 243 RAF Squadron di scorta a otto cacciabombardieri P-40 Kittyhawk diretti verso la penisola: i caccia britannici, avvistati gli aerei italiani, virarono per intercettarli. Così i Macchi 205 e 202, destinati alla scorta diretta, persero di vista i Reggiane. I Re.2002 si lanciarono in due picchiate. Quattro imbarcazioni tipo LCF vennero affondate e il materiale bellico distrutto. I tuffatori italiani uscirono tutti indenni dalla violenta reazione contraerea. Cenni che, come sua abitudine, in uscita dalla picchiata si metteva in coda al gruppo, per garantire la copertura ai suoi uomini, fu attaccato da quattro Spitfire IX del 111 Squadron, che si erano disimpegnati dal combattimento con i Macchi e si erano lanciati sui Re.2002. In coda c'erano il tenente Renato Moglia, il sergente Walter Banfi e il comandante Cenni a chiudere. Banfi fu subito colpito ma riuscì a mettersi in salvo lanciandosi col paracadute. Cenni tentò di difendere Moglia ingaggiando un’iniziale battaglia, dove riuscì ad abbattere lo Spitfire del sergente M. S. Murray che, gravemente colpito, fu costretto ad un atterraggio di emergenza, per essere poi catturato dalla popolazione a Casignana. Moglia fu abbattuto e ucciso. Data la netta superiorità tecnica dei caccia alleati, Cenni tentò di seminarli con volo radente tra le insenature dei costoni di roccia dell’Aspromonte. Uno dei caccia si schiantò contro una montagna, ma le raffiche degli Spitfire rimasti non lasciarono scampo a Cenni. 
Il suo Re.2002 prese fuoco e non vi fu il tempo di tentare il lancio con il paracadute. Si schiantò sul Torrente Bonamico nel comune di San Luca sull'Aspromonte.
Giuseppe Cenni venne sepolto nella tomba di famiglia, con la moglie, nel cimitero monumentale della Villetta di Parma.

## Vittorie in Spagna
In Spagna il ventunenne, sottotenente Giuseppe Cenni, in soli 5 mesi, ottenne complessivamente 13 abbattimenti, di cui: 8 vittorie (7 aerei + 1 dirigibile) confermate individualmente, 2 in collaborazione, 1 gravemente danneggiato e 2 aerei distrutti a terra. Al sesto posto nella classifica degli assi italiani nel conflitto spagnolo.
| Vittorie in Spagna |            |             |                 |                   |                  |                                   |
| Nr                 | data       | aereo       | avversario      | risultato         | località         | compagnia                         |
| 1                  | 15.09.1936 | Fiat C.R.32 | Aereo nemico    | Distrutto a terra | Andújar          | 1ª Escuadrilla de Caza del Tercio |
| 2                  | 15.09.1936 | Fiat C.R.32 | Aereo nemico    | Distrutto a terra | Andújar          | 1ª Escuadrilla de Caza del Tercio |
| 3                  | 25.09.1936 | Fiat C.R.32 | Caccia nemico   | Danneggiato       | Maqueda-Torrijos | 1ª Escuadrilla de Caza del Tercio |
| 4                  | 26.09.1936 | Fiat C.R.32 | Breguet.19      | 1ª vittoria       | Toledo           | 1ª Escuadrilla de Caza del Tercio |
| 5                  | 26.09.1936 | Fiat C.R.32 | Potez.540       | 50%               | Toledo           | 1ª Escuadrilla de Caza del Tercio |
| 6                  | 18.10.1936 | Fiat C.R.32 | Aereo leggero   | 2ª vittoria       | Santa Cruz       | 1ª Escuadrilla de Caza del Tercio |
| 8                  | 23.10.1936 | Fiat C.R.32 | Dirigibile      | 3ª vittoria       | Madrid           | 1ª Escuadrilla de Caza del Tercio |
| 9                  | 23.10.1936 | Fiat C.R.32 | Dirigibile      | 50%               | Madrid           | 1ª Escuadrilla de Caza del Tercio |
| 9                  | 06.11.1936 | Fiat C.R.32 | Polikarpov I-15 | 4ª vittoria       | Madrid           | 1ª Escuadrilla de Caza del Tercio |
| 10                 | 15.11.1936 | Fiat C.R.32 | Polikarpov I-16 | 5ª vittoria       | Madrid           | 1ª Escuadrilla de Caza del Tercio |
| 11                 | 02.12.1936 | Fiat C.R.32 | Polikarpov R-5  | 6ª vittoria       | Talavera         | 1ª Escuadrilla de Caza del Tercio |
| 12                 | 02.12.1936 | Fiat C.R.32 | Polikarpov R-5  | 7ª vittoria       | Talavera         | 1ª Escuadrilla de Caza del Tercio |
| 13                 | 02.12.1936 | Fiat C.R.32 | Polikarpov R-5  | 8ª vittoria       | Talavera         | 1ª Escuadrilla de Caza del Tercio |

## Onorificenze
Dati tratti dall'Istituto Nazionale del Nastro Azzurro e dall’Associazione Arma Aeronautica.

### Motivazione della M.O.V.M. del 5º Stormo "G. Cenni"
La motivazione della Medaglia d'oro al valor militare del 5º Stormo: Stormo che Cenni comandò nel periodo più drammatico, estate 1943, ed è tra i pochissimi Stormi dell’Aeronautica Militare decorati con la massima onorificenza al Valor Militare. A testimoniare il legame: lo Stormo verrà intitolato a Cenni. La motivazione è tratta dal sito del Quirinale - Presidenza della Repubblica.

## Riconoscimenti
- Il 5º Stormo dell'Aeronautica Militare è intitolato al magg. Giuseppe Cenni;[11] lo Stormo di stanza sull'Aeroporto militare di Cervia-Pisignano (Ravenna) dal 2010 è in posizione quadro.
- Il 102º Gruppo, dal 1993 facente parte del 6º Stormo di Ghedi (Brescia), è intitolato al suo primo comandante: la M.O.V.M. Giuseppe Cenni.[10][11]
- Nei primi anni sessanta, il suo paese natale, Casola Valsenio (Ravenna), gli ha dedicato una via.[12]
- Il comune di Parma, città dove Cenni si trasferì fin da bambino, ha dedicato una via al maggiore Cenni nella zona del parco della Cittadella.
- Il comune di Fiumicino ha dedicato una via al maggiore Cenni, nella frazione Isola Sacra, vicino all'Aeroporto Leonardo da Vinci.
- Il comune di Varsi (Parma) ha dedicato una via al maggiore Cenni.
- Il comune di Manduria (Taranto) ha dedicato una via al maggiore Cenni.
- Un monumento a Reggio Calabria, nel quartiere Pineta Zerbi, ricorda il sacrificio del Magg. Cenni.[N 5]
- Il Piazzale all'interno dell'Aeroporto di Rimini-Miramare, nella parte militare, è intitolato al maggiore Cenni.
- La “Picchiata Cenni”, ovvero la tecnica dello skip bombing (bombardamento a rimbalzo), fu così battezzato perché Cenni fu l’ideatore di tale metodo di bombardamento navale (questo riconoscimento è internazionale).
- Una targa in marmo all'ingresso dell'atrio del Liceo artistico statale Paolo Toschi, all'epoca Regio Istituto di Belle Arti di Parma, ricorda l'ex allievo Giuseppe Cenni.
- L’Associazione Arma Aeronautica di San Secondo Parmense (Parma) è intitolata alla MOVM Giuseppe Cenni.
- Trofeo volovelistico Giuseppe Cenni: inserito all’interno dei campionati Italiani, fu conquistato definitivamente nel 1969 dall’Aeroclub alta Lombardia.[N 6]
- Con una solenne cerimonia, il 4 settembre 2001, la famiglia Cenni consegnò i libretti di volo al 5º Stormo “G.Cenni”.[11]
- Il comune di Varsi (Parma) nel 2006 ha consegnato il premio cittadino, il “San Pietro d’Oro”, a Giuseppe Cenni.
- Un cartellone con la sua biografia compare al Museo storico dell'Aeronautica Militare a Vigna di Valle.
- Ha una pagina Facebook come personaggio pubblico con più di 3.000 “Like”[73].
- Il Reggiane Re.2002 in esposizione al Museo storico dell'Aeronautica Militare (Vigna di Valle) porta i colori della 239ª Sq., 102º Gruppo, con il Grillo e il "Valzer!" di Giuseppe Cenni, anche se la colorazione scelta, a differenza dell'idea iniziale[74][75], è post armistizio.[76]

### Annotazioni
1. ↑  “Giuseppe Cenni è il militare più decorato della storia di Parma di tutte le armi” (Cfr. Gazzetta di Parma); “Parma è sicuramente una delle città più decorate d’Italia in campo aeronautico, infatti ben cinque medaglie d’oro al Valor Militare brillano sul Labaro della locale sezione dell’Associazione Arma Aeronautica. Naturalmente, tutte queste decorazioni sono ugualmente importanti, e tutti i cinque piloti che se le sono guadagnate sul campo sono ugualmente degni di essere ricordati. Ma uno, in particolare, emerge per le eccezionali imprese di cui si rese protagonista e che l’hanno fatto diventare il pilota di Parma più famoso: il maggiore Giuseppe Cenni.” (Cfr. Migliavacca - AAA, 2013, p. 14).
2. ↑  A testimonianza del durissimo ciclo operativo della 239ª Squadriglia di G. Cenni, che poi confluì nel 102º Gruppo: i piloti inizialmente assegnati alla squadriglia morirono in azione di guerra. Partendo da sinistra: 1º Sottotenente Mario Bellocchi abbattuto dalla contraerea il 26 febbraio 1941 sul ponte di Hani Balaban; 2º il Maggiore Giuseppe Cenni, morì il 4 settembre 1943 su Re.2002, nel tentativo di ostacolare l’invasione degli Alleati della Calabria; 3º Sottotenente Mario Daverio abbattuto dalla contraerea su Tobruk 8 giugno 1941; 4º … da finire (Cfr. Emiliani - Storia Militare, 1995, p. 30).
3. ↑  Tale intitolazione è ormai unanimemente riconosciuta allorché comparsa, con tale dicitura, non solo in testi italiani ma anche in prestigiosi testi anglosassoni, come: “Junkers Ju87 Stuka Geschwader of North Africa and the Mediterranean” della Osprey Aviation, nei quali viene riconosciuto a Cenni il merito di essere stato il primo ideatore di questa importante tecnica: che venne negli anni seguenti riutilizzata dai piloti americani nella guerra sul Pacifico.
4. ↑  Proposta in data 19 giugno 1942 dal Comando Aeronautica della Sicilia - Palermo - Gen. di D.A. Silvio Scaroni ed accettata dal Capo di Stato Maggiore Gen. Rino Corso Fougier (Cfr. D'Agostino - AAA R.Calabria, 1996, p. 54).
5. ↑  La sezione di Reggio Calabria dell’Associazione Arma Aeronautica non ha dimenticato gli eroi che nel cielo dell’Aspromonte si sacrificarono per la grandezza e l’onore della Patria. Tramite l’opera meritoria del Presidente, il Prof. Antonio D’Agostino, nella piazza antistante la Pineta Zerbi un monumento, inaugurato il 13 ottobre 1996, commemora la Battaglia Aerea del 4 settembre 1943 sui cielo di Reggio Calabria. Sulla terga c'è scritto: "Agli eroici caduti M.O.V.M. Magg. Giuseppe Cenni – Ravenna M.A.V.M. Ten. Renato Moglia – Biella M.A.V.M. Ten. Aldo Vitale – Milano Caduti sulle crespe aspromontane durante lo sbarco delle truppe anglo-americane a Reggio Calabria il 4 settembre 1943. L’ASPROMONTE VI ACCOLSE, S’OFFRI’AL GESTO PIÙ SQUISITO, V’ABBRACCIÒ, VI CONSERVÒ FRATERNAMENTE."(Cfr. D'Agostino - AAA R.Calabria, 1996 e Gen.Pesce - Uff.Storico AM, 2002, pp. 108-109)
6. ↑  L’Aeroclub alta Lombardia ottenne definitivamente il Trofeo Cenni vincendo consecutivamente per tre anni 1967 / ’68 / ’69. L’assegnazione di un trofeo di volo a vela alla memoria di Cenni è dovuto al fatto che tale disciplina aviatoria rappresentasse la sua più grande passione e della quale fu anche uno dei più grandi interpreti e campioni alla fine degli anni trenta.

### Fonti
1. 1 2  Migliavacca - Gazzetta di Parma, 2012, p. 30.
2. 1 2   F. Anselmino, Giuseppe Cenni: il leggendario comandante del 102º Gruppo, su aviastore.it, Data pubblicazione 19 giugno 2020. URL consultato il 23 giugno 2020.
3. ↑  Aeronautica - AAA, 2021, pp. 41-44.
4. 1 2  Gen.Pesce - Uff.Storico AM, 2002, p. 70.
5. ↑  Gen.Pesce - Uff.Storico AM, 2002, p. 61.
6. 1 2 3 4  Emiliani - Storia Militare, 1995, p. 28.
7. ↑  Gen.Pesce - Uff.Storico AM, 2002, pp. 11-12.
8. ↑  Pagliano - Aviatori it., 1964, pp. 255-256.
9. 1 2  D'Agostino - AAA R.Calabria, 1996, p. 38.
10. 1 2   Ten.Col. M.Astolfi, Cambio comando 102º Gruppo Volo, su aeronautica.difesa.it, su Aeronautica.Difesa.it, 6 settembre 2012. URL consultato il 28 marzo 2020.
11. 1 2 3 4   Gen. R.Azzolin, Cerimonia consegna libretti di volo Magg. Pil. Giuseppe Cenni al 5º Stormo, su digilander.libero.it, Data pubblicazione 4 settembre 2001. URL consultato il 17 febbraio 2020.
12. 1 2   Alessandro Righini, Giuseppe Cenni il  “Franceso Baracca” Casolano, su lospekkietto.it, Comune di Casola Valsenio, Data pubblicazione 17 Gennaio 2014. URL consultato il 23 aprile 2018 (archiviato dall'url originale il 15 gennaio 2018).
13. ↑  Pagliano - Aviatori it., 1964, p. 257.
14. ↑  D'Agostino - AAA R.Calabria, 1996, p. 39.
15. ↑  Gen.Pesce - Uff.Storico AM, 2002, pp. 13-14.
16. ↑  D'Agostino - AAA R.Calabria, 1996, p. 40.
17. ↑  Gen.Pesce - Uff.Storico AM, 2002, pp. 15-16.
18. ↑  Gen.Pesce - Uff.Storico AM, 2002, pp. 17-19.
19. ↑  Pagliano - Aviatori it., 1964, pp. 256-257.
20. 1 2  (EN) Håkan Gustavsson, Italian fighter aces: Giuseppe Cenni, su surfcity.kund.dalnet.se, Håkans Aviation, Data pubblicazione 19 November 2018. URL consultato il 5 marzo 2020.
21. ↑  Pagliano - Aviatori it., 1964, pp. 257-260.
22. ↑  Pagliano - Aviatori it., 1964, p. 260.
23. 1 2  Regio Decreto 12 dicembre 1936 – Bollettino Ufficiale 2 settembre 1937 (pubblicato sul Bollettino Ufficiale 1938 – disp. 1, pag. 2)
24. 1 2 3  Emiliani - Storia Militare, 1995, p. 29.
25. ↑  Pagliano - Aviatori it., 1964, p. 261.
26. ↑  Gen.Pesce - Uff.Storico AM, 2002, pp. 34-35.
27. ↑  D'Agostino - AAA R.Calabria, 1996, pp. 41-42.
28. ↑  Pagliano - Aviatori it., 1964, pp. 262-263.
29. ↑  Regio Decreto del 9 novembre 1940, pubblicato sul B.U. 940 - disp. 52, pag. 1956
30. ↑  Bollettino di Guerra del Comando Supremo n. 175 del 29 novembre 1940
31. ↑  (EN) Pierre Kosmidis, Regia Aeronautica (Royal Italian Air Force) attacked the cargo ship “Suzanna” on April 4, 1941, su ww2wrecks.com, su WW2 Wrecks. URL consultato il 16 marzo 2020.
32. ↑  Bollettino di Guerra del Comando Supremo n. 379 del 19 giugno 1941
33. ↑  Bollettino di Guerra del Comando Supremo n. 391 del 1º luglio 1941
34. ↑  Gen.Pesce - Uff.Storico AM, 2002, pp. 61-69.
35. ↑  Pagliano - Aviatori it., 1964, pp. 264-266.
36. 1 2  Emiliani - Storia Militare, 1995, p. 31.
37. ↑  Gen.Pesce - Uff.Storico AM, 2002, pp. 70-74.
38. ↑  Pagliano - Aviatori it., 1964, p. 273.
39. ↑  Gen.Pesce - Uff.Storico AM, 2002, pp. 46-50.
40. ↑  Gen.Pesce - Uff.Storico AM, 2002, pp. 7-9. Prefazione del Gen. R.Azzolin (già Com.te 102ºGr. e 5ºSt.)
41. ↑   Magg. M.Iacobuono, 75º anniversario del Gruppo dei "Paperi", su aeronautica.difesa.it, su Aeronautica.Difesa.it, 5 maggio 2017. URL consultato il 28 marzo 2020.
42. ↑  Pagliano - Aviatori it., 1964, p. 267.
43. ↑  D'Agostino - AAA R.Calabria, 1996, p. 46.
44. ↑  Bollettino di Guerra del Comando Supremo n. 746 del 15 giugno 1942.
45. 1 2  Gen.Pesce - Uff.Storico AM, 2002, pp. 75-82.
46. ↑  Pagliano - Aviatori it., 1964, pp. 268-269.
47. ↑  Gen.Pesce - Uff.Storico AM, 2002, p. 90.
48. ↑   Copia archiviata, su alieuomini.it. URL consultato il 17 gennaio 2018 (archiviato dall'url originale il 18 gennaio 2018).
49. ↑  Pagliano - Aviatori it., 1964, pp. 270-271.
50. ↑   Stefano Celletti, Cenni e i Reggiane Re 2002 a Tarquinia, su lextra.news, su Lextra.news, Data pubblicazione 30 gennaio 2018. URL consultato il 18 marzo 2020.
51. ↑  Pagliano - Aviatori it., 1964, p. 274.
52. ↑  Pagliano - Aviatori it., 1964, pp. 274-276.
53. ↑   Prof. F.Lamendola, Giuseppe Cenni: giù il cappello, ragazzi, su accademianuovaitalia.it, Accademia arditica di Filosofia, Data pubblicazione 13 Luglio 2019. URL consultato il 21 febbraio 2020 (archiviato dall'url originale il 21 febbraio 2020).
54. ↑   Gigi Di Fiore, Controstoria della Liberazione, Milano, Rizzoli, 2012., pag. 105.
55. ↑   Fotostoria Casola, Quelli che... Giuseppe Cenni, su fotostoriacasola.blogspot.it, 9.2015. URL consultato il 4 marzo 2018.
56. ↑  Pagliano - Aviatori it., 1964, pp. 277-278.
57. 1 2  Emiliani - Storia Militare, 1995, p. 33.
58. ↑  Gen.Pesce - Uff.Storico AM, 2002, pp. 105-108.
59. ↑  Pagliano - Aviatori it., 1964, pp. 278-279.
60. ↑  D'Agostino - AAA R.Calabria, 1996, pp. 30-35.
61. ↑   Comune di Parma, Cimitero della Villetta - Tombe illustri - MOVM G.Cenni, su cimiterodellavilletta.parma.it, su Cimitero della Villetta. URL consultato il 1.02.2018 (archiviato dall'url originale il 23 dicembre 2017).
62. ↑  Gen.Pesce - Uff.Storico AM, 2002, pp. 17-32.
63. ↑   Guerra Civil Espanhola, su luftwaffe39-45.historia.nom.br, Luftwaffe39-45. URL consultato il 4 marzo 2018 (archiviato dall'url originale il 25 settembre 2017).
64. ↑   Medaglia d'oro al valor militare di Giuseppe Cenni, su Istituto Nastro Azzurro. URL consultato il 23 aprile 2018.
65. ↑  D'Agostino - AAA R.Calabria, 1996, pp. 52-55.
66. ↑  Regio Decreto 2 giugno 1944 (Bollettino Ufficiale 1944 Suppl. n. 2 pag. 4 e B.U. 1959 Suppl.7 pag.7).
67. ↑  Regio Decreto n.8022 del 01/02/1942.
68. ↑  Regio Decreto n.4289 del 28/01/1942.
69. ↑  Regio Decreto n.3071 del 09/10/1941.
70. ↑  Regio Decreto n.0644 del 03/07/1937.
71. ↑  Regio Decreto n.0357 del 13/02/1937.
72. ↑   Quirinale, Medaglia d'oro al valor militare 5º Stormo, su quirinale.it, su Quirinale.it. URL consultato il 29 maggio 2018.
73. ↑  pagina facebook
74. ↑   Massimo Tassi, Caccia Reggiane, nuovo volo - Ultimata la sistemazione del Re2002, su ilrestodelcarlino.it, su il Resto del Carlino, Data pubblicazione 23 luglio 2017. URL consultato il 30 maggio 2021.
75. ↑   Paolo Ricci Bitti, Vigna di Valle, rarissimo Re.2002, su ilmessaggero.it, su Il Messaggero, Data pubblicazione 12 ottobre 2017. URL consultato il 30 maggio 2021.
76. ↑   Museo Vigna di Valle AM, Reggiane Re-2002, su aeronautica.difesa.it, su Aeronautica Militare, Data pubblicazione 12 ottobre 2017. URL consultato il 1º maggio 2018.

### Periodici
- Angelo Emiliani, Il "Tuffatore" della Regia Aeronautica (Giuseppe Cenni, pilota di Stuka venuto dalla caccia), in Storia Militare, n. 19, Parma, aprile 1995.
- Carlo Migliavacca (AAA di Parma), Giuseppe Cenni una leggenda dell'Aeronautica, in Gazzetta di Parma, Parma, 3 settembre 2012.
- Carlo Migliavacca, Ricordo di un eroe: il magg. pil. Giuseppe Cenni, in Aeronautica, n. 8-9, Roma, Associazione Arma Aeronautica, 2013. (PDF)
- Roberto Barberi, Una leggenda dell'Aeronautica: Giuseppe Cenni, in Aeronautica, n. 8, Roma, Associazione Arma Aeronautica, 2021.